# Fagner Ribeiro da Costa
Fagner Ribeiro da Costa (nacido el 24 de agosto de 1990) es un exfutbolista brasileño que se desempeñaba como delantero.
Jugó para clubes como el Montedio Yamagata y Albirex Niigata.

## Trayectoria

### Clubes
| Club              | País  | Año  |
| ----------------- | ----- | ---- |
| Montedio Yamagata | Japón | 2009 |
| Albirex Niigata   | Japón | 2010 |

## Estadística de carrera

### J. League
| Club              | Año   | J. League | J. League | Copa J. League | Copa J. League | Total | Total |
| Club              | Año   | Part.     | Goles     | Part.          | Goles          | Part. | Goles |
| ----------------- | ----- | --------- | --------- | -------------- | -------------- | ----- | ----- |
| Montedio Yamagata | 2009  | 1         | 0         | 0              | 0              | 1     | 0     |
| Albirex Niigata   | 2010  | 9         | 1         | 3              | 0              | 12    | 1     |
| Total             | Total | 10        | 1         | 3              | 0              | 13    | 1     |